# فال روت
```
خلال 
الحرب العالمية الثانية
، 
فال روت
 (Case Red) هي خطة المرحلة الثانية من غزو 
فرنسا
 من قبل 
الجيش الألماني
 وبدأت في 5 يونيو 1940. وقد أصبح من الممكن نجاح 
فال جيلب
 (Case Yellow)، غزو 
دول البنلوكس
 وشمال فرنسا في 
معركة فرنسا
 وتطويق جيوش الحلفاء في الشمال على ساحل القناة. كان على القوات القوية أيضًا التقدم إلى فرنسا. 
[
1
]
```

## خلفية

### الاستعدادات الدفاعية الفرنسية

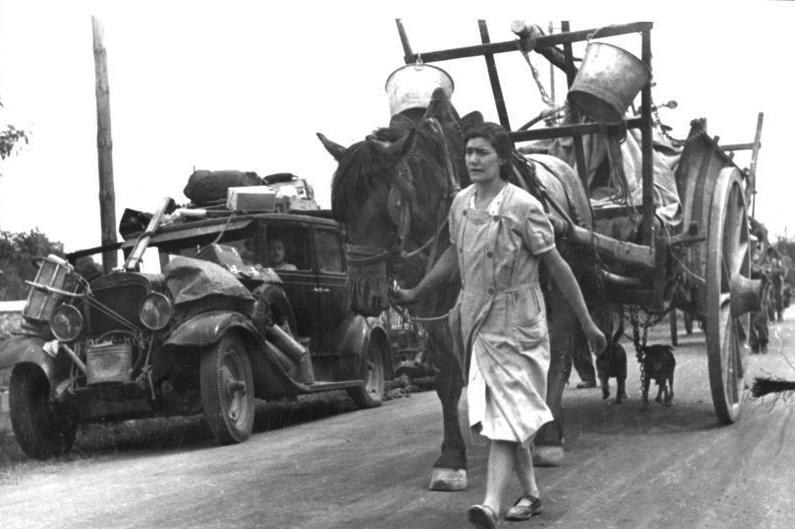
لاجئو الحرب على طريق فرنسي

بحلول نهاية مايو 1940، تم إرسال الجيوش الفرنسية الأكثر تجهيزًا شمالًا وفقدت في فال جيلب والإخلاء من دونكيرك، والتي كلفت الحلفاء 61 فرقة. واجه ويجان احتمال الدفاع عن 965 كيلومتر (600 ميل) من سيدا، على طول نهري أيسن وسوم إلى أبفيل على القناة. كانت فرقة المشاة الحادية والخمسون (المرتفعات) وعدد قليل من الفرق البريطانية التي يتم إرسالها إلى الموانئ الفرنسية جنوب السوم لتشكيل «ثاني BEF» هي المساهمة البريطانية الوحيدة. افتقر Weygand للاحتياطيات لمواجهة اختراق ضد 142 فرقة ألمانية ولوفتفافه، التي لها تفوق جوي، باستثناء القناة الإنجليزية. 

## معركة

### خط ماجينو

خط ماجينو

كانت مجموعة الجيش سي في الشرق تساعد مجموعة الجيوش إيه في تطويق القوات الفرنسية والسيطرة على خط ماجينو. كان الهدف من العملية هو تطويق منطقة ميتز، مع تحصيناتها، لمنع هجوم مضاد فرنسي من الألزاس ضد الخط الألماني على السوم. 

## الحواشي
1. ↑  Frieser 2005.
2. ↑  Healy 2008.
3. ↑  Romanych & Rupp 2010.